# 프랭크 존 휴스
프랭크 존 휴스(Frank John Hughes, 1967년 11월 11일 ~ )는 미국의 배우이다.

## 출연 작품
- 밴드 오브 브라더스
- 캐치 미 이프 유 캔